# Anotogaster chaoi
Anotogaster chaoi – gatunek ważki z rodziny szklarnikowatych (Cordulegastridae).